# Nella Larsen
Nellallitea "Nella" Larsen, døbt Walker, også kendt som Nellye Larson, Nellie Larsen og Nella Larsen Imes (13. april 1891, Chicago – 30. marts 1964, New York), var amerikansk forfatter, sygeplejerske og bibliotekar. Sammen med den samtidige Zora Neale Hurston anses hun for at være en af de vigtigste kvindelige stemmer i den kulturelle og intellektuelle bevægelse Harlem Renaissance. Hun var uddannet og arbejdede i perioder som sygeplejerske og bibliotekar. Hendes mor var dansker og hendes far fra de dansk vestindiske øer og hun boede i København fra 1909-1912. Hun var anerkendt af sine samtidige, men døde glemt og i ubemærkethed i Brooklyn i 1964. Siden 1990'erne har hendes værker opnået fornyet interesse og ses som komplekse studier i race og seksuel identitet. 

## Liv og skæbne

### Familiebaggrund
Nella Larsen blev født af en hvid dansk mor, Pederline Marie Hansen (f. 1868 i Brahetrolleborg sogn, Svendborg amt, død 1951 i byen Santa Monica,  Los Angeles amt) som i USA gik under navnet Mary Larsen/Larson og arbejdede som skrædder. Nellas far Peter Walker, som hun tidligt mistede kontakten til, var sort eller af blandet sort-hvid afstamning og fra De Dansk-Vestindiske øer. Hendes mor giftede sig efterfølgende med en anden dansk indvandrer, Peter Larsen (f. 1867), og de fik i 1892 i Chicago en datter sammen, Anna. Nella tog sin stedfar Peter Larsens efternavn. Nella Larsen mistede på et tidspunkt kontakten til sin familie, formentlig på grund af de problemer racismen skabte. Hendes stedfar var, efter sigende, flov over hende og hendes mørke hud. I 1919 giftede Nella Larsen sig med Elmer Imes, en anerkendt, sort fysiker og blev dermed del af Harlems sorte elite. Nella Larsen som havde arbejderklassebaggrund og ingen universitetsgrad følte sig heller ikke inkluderet i dette selskab. Elmer Imes og Nella Larsen blev skilt i 1933. 

### Uddannelse og arbejdsliv
I New York uddannede Nella Larsen sig først til sygeplejerske og siden til bibliotekar. Hun arbejdede som sygeplejerske i årene 1915-1919, da New York var plaget af den spanske syge og igen fra 1941 til sin død. Hun fik udgivet sine første noveller, 'Frihed' (1926) og 'Den forkerte mand' (1926), i 1926, og sine to romaner Kviksand i 1928 og Dobbeltliv i 1929. I 1930 fik hun udgivet novellen 'Tilflugt'. Hun blev efterfølgende beskyldt for plagiat. 'Tilflugt' minder om den engelske forfatters Sheila Kaye-Smiths Mrs. Adis (1919). Larsen udgav aldrig siden og koncentrerede sig i stedet om et liv som sygeplejerske.

### Livet i Danmark
Der er en del uklarheder omkring Nella Larsens forhold til Danmark. Hun besøgte  Danmark med sin mor og sin halvsøster fra 1895 til 1898, og boede i Danmark fra 1909 til 1912. I romanen Kviksand (1928), som efter alt at dømme er baseret på hendes eget liv, beskriver hun hovedpersonen Helga Cranes tid i København, hvor hendes hudfarve tiltrækker opmærksomhed. Nella Larsen bidrog også til to børneudgivelser inspireret af danske og skandinaviske børnerim: "Playtime: Three Scandinavian Games," The Brownies' Book, (Juni, 1920) og "Playtime: Danish Fun," The Brownies' Book, (Juli,1920). 

## Forfatterskab
Nella Larsens forfatterskab kredser om komplekse temaer som race, køn, seksualitet og klasse. 

### Romaner
- Kviksand (eng. Quicksand, 1928)
- Dobbeltliv (eng. Passing, 1929, også udgivet på dansk under titlen Overgang)

### Noveller
- Frihed (eng. Freedom, 1926)
- Den forkerte mand (eng. The Wrong Man, 1926)
- Tilflugt (eng. Sanctuary, 1930)